# Черемшанский сельсовет (Ельцовский район)
Черемшанский сельсовет — муниципальное образование со статусом сельского поселения и административно-территориальное образование в Ельцовском районе Алтайского края России. Административный центр — село Черемшанка.

## Население
| 1997 | 1998 | 1999 | 2000 | 2001 | 2002 |
| ---- | ---- | ---- | ---- | ---- | ---- |
| 564  | ↘543 | ↘529 | ↘519 | ↘516 | ↘473 |
| 2003 | 2004 | 2005 | 2006 | 2007 | 2008 |
| ↘470 | →470 | ↗472 | ↘465 | ↘435 | ↗448 |
| 2009 | 2010 | 2011 | 2012 | 2013 | 2014 |
| ↘388 | ↘348 | ↘346 | ↘334 | ↘318 | ↘309 |
| 2015 | 2016 | 2017 | 2018 | 2019 | 2020 |
| ↗312 | ↘305 | ↗316 | ↗328 | ↘324 | ↘311 |
| 2021 |      |      |      |      |      |
| ↗317 |      |      |      |      |      |

По результатам Всероссийской переписи населения 2010 года, численность населения муниципального образования составила 348 человек, в том числе 164 мужчины и 184 женщины. Оценка Росстата на 1 января 2012 года — 334 человека.

## Населённые пункты
В состав сельского поселения входит один населённый пункт — село Черемшанка.